# Léon Halévy
Pour les articles homonymes, voir Halévy.
Léon Halévy, né à Paris le 14 février 1802 et mort au Pecq (Yvelines) le 2 septembre 1883, est un journaliste, poète, auteur dramatique et historien français, membre de la célèbre famille Halévy.

## Biographie

### Carrière
Il fait des études de droit. En 1824-1825, il est le dernier secrétaire de Saint-Simon, après Auguste Comte. Il considéra que cette rencontre fut un grand événement dans sa vie. Il est ainsi un compagnon de Saint-Simon pendant la dernière année de sa vie, avec Olinde Rodrigues. Après la mort de Saint-Simon (19 mai 1825), Léon Halévy fait un discours très élogieux lors des obsèques de son maître. Il fait partie du premier noyau initial des adeptes de la pensée de Saint-Simon. En juin 1825, il devient actionnaire du journal saint-simonien Le Producteur, fondé par Olinde Rodrigues et Prosper Enfantin. 
Constatant l'évolution « religieuse » du saint-simonisme, qui devient une secte, Léon Halévy quitte assez rapidement le groupe.
Léon Halévy est professeur adjoint de littérature française à l'École polytechnique de 1831 à 1834 et assistant-bibliothécaire à l'Institut de France.
L’Académie française lui décerne le prix Bordin en 1862 pour sa traduction en vers des Tragiques grecs.

### Vie privée
Léon Halévy eut d'une liaison avec Mlle Paradol, comédienne sociétaire de la Comédie-Française un fils nommé Anatole Prévost-Paradol (1829-1870), brillant journaliste.
De son mariage en 1832 avec Alexandrine Le Bas (1813-1893), fille de l'architecte Hippolyte Le Bas, Léon Halévy a eu deux enfants : Ludovic (1834-1908), librettiste à succès et cousin par alliance de Georges Bizet, et Valentine (1846-1893).

## Œuvres

### Théâtre
- Le Duel, comédie en 1 acte et en prose, Paris, Théâtre-Français, 29 août 1826.
- Le Concert à la campagne, intermède en 1 acte, avec Henri de Saint-Georges, Paris, théâtre de l'Odéon, 26 octobre 1828.
- L'Espion, drame en 5 actes, en prose, avec Louis-Marie Fontan et Gustave Drouineau, Paris, théâtre de l'Odéon, 6 décembre 1828.
- Le Czar Démétrius, tragédie en 5 actes et en vers, Paris, Théâtre-Français, 1er août 1829.
- Le Dilettante d'Avignon, opéra-comique en 1 acte, de François Benoît Hoffmann, terminé par Léon Halévy, Paris, Opéra-Comique, 7 novembre 1829.
- Beaumarchais à Madrid, drame en 3 actes et en 5 parties, imité de Goethe, Paris, théâtre de la Porte-Saint-Martin, 1er mars 1831.
- Le Chevreuil, ou le Fermier anglais, comédie en 3 actes, avec Ernest Jaime, Paris, théâtre des Variétés, 5 octobre 1831.
- Folbert, ou le Mari de la cantatrice, comédie en 1 acte, mêlée de couplets, avec Ernest Jaime, Paris, théâtre des Variétés, 7 février 1832.
- Le Grand seigneur et la Paysanne, ou Une leçon d'égalité, comédie en 2 actes, mêlée de couplets, imitée d'un épisode du Barnave de Jules Janin, avec Ernest Jaime, Paris, théâtre des Variétés, 2 novembre 1832.
- Grillo, ou le Prince et le Banquier, comédie-vaudeville en 2 actes, avec Adolphe de Leuven et Ernest Jaime, Paris, théâtre des Variétés, 22 décembre 1832.
- M. Mouflet, ou le Duel au 3e étage, comédie-vaudeville en 1 acte, avec Ernest Jaime, Paris, théâtre des Variétés, 27 mai 1833.
- Indiana, drame en 5 parties, avec Francis Cornu, Paris, théâtre de la Gaîté, 2 novembre 1833.
- Le Sauveur, comédie en 3 actes, mêlée de couplets, avec Victor Lhérie, Paris, théâtre des Variétés, 12 décembre 1833.
- Geneviève, ou la Grisette de province, drame en 4 actes, mêlé de chant, avec Ernest Jaime, Paris, théâtre du Panthéon, 5 novembre 1836.
- Louise Duval, ou Un préjugé, drame en 4 actes, mêlé de chants, avec Ernest Jaime, Paris, théâtre de la Gaîté, 28 février 1837.
- Leone Leoni, drame en 3 actes, en prose, tiré du roman de George Sand, Paris, théâtre de l'Ambigu-Comique, 6 mai 1837.
- La Madone, drame en 4 actes, avec Buy, Paris, théâtre de la Porte Saint-Martin, 14 mai 1839.
- Carte blanche, comédie en 1 acte et en prose, avec Paul Duport, Paris, théâtre de la Renaissance, 21 juillet 1839.
- La Rose jaune, comédie en 1 acte, mêlée de couplets, imitée d'une nouvelle de Charles de Bernard, Paris, théâtre du Vaudeville, 26 août 1839.
- Le Château de Saint-Germain, drame en 5 actes, avec Francis Cornu, Paris, théâtre de l'Ambigu-Comique, 6 décembre 1839.
- Les Caprices, comédie-vaudeville en 1 acte, avec Arsène de Cey, Paris, théâtre du Vaudeville, 20 juillet 1840.
- Les Trois Étoiles, comédie en 1 acte, mêlée de couplets, avec Ernest Jaime, imitée du Nœud gordien de Charles de Bernard, Paris, théâtre du Vaudeville, 1er juillet 1841.
- Un mari, s'il vous plaît, comédie-vaudeville en 1 acte, avec Pitre-Chevalier, Paris, théâtre du Vaudeville, 23 janvier 1843.
- Le Mari aux épingles, comédie en 1 acte, mêlée de couplets, Paris, théâtre des Variétés, 19 mai 1856.
- Ce que fille veut, comédie en un acte et en vers, Paris, théâtre de l'Odéon, 27 octobre 1858.
- Un fait-Paris, comédie-vaudeville en 1 acte, Paris, théâtre des Variétés, 23 juillet 1859.
- Le Mari sans le savoir, opérette en 1 acte, avec Ludovic Halévy, Paris, théâtre des Bouffes-Parisiens, 31 décembre 1860.
- Électre, tragédie en 4 actes, avec chœurs, traduite de Sophocle, Paris, théâtre de l'Odéon, 18 décembre 1863.
- Martin Luther, ou la Diète de Worms, drame historique en 4 actes, en vers, imité de Zacharias Werner, 1866 (texte en ligne).

Traductions
- La Grèce tragique, chefs-d'œuvre d'Eschyle, de Sophocle et d'Euripide, traduits en vers, accompagnés de notices, 1846 (texte en ligne).
- Les Euménides, tragédie d'Eschyle, traduite en vers, 1861.
- Macbeth, tragédie en 5 actes, d'après Shakespeare, 1862.
- La Mort de Nostradamus, drame historique en 1 acte et en vers, 1875.

### Autres publications
- Emma ou la Nuit des noces, 1821.
- Résumé de l'histoire des Juifs anciens, 1825.
- Trois élégies : le Malade à la campagne, le Vieillard en enfance, le Sommeil de la mourante, suivies de : Commode et le gladiateur, fragment épique, 1825.
- Poésies européennes, 1827.
- Résumé de l'histoire des Juifs modernes, 1828.
- Le Théâtre français, épître-satire à M. le baron Taylor, 1828.
- Luther, poème dramatique en 5 parties, 1834 (texte en ligne).
- Histoire et modèles de la littérature française, 4 volumes, 1837.
- Fables, 1843.
- Fables nouvelles, 1855.
- F. Halévy, sa vie et ses œuvres. Récits et impressions personnelles. Simples souvenirs, 1862.

Traductions
- Odes d'Horace, traduites en vers français, 5 volumes, 1821-1823.
- Hérodien. Histoire romaine depuis la mort de Marc-Aurèle jusqu'à l'avènement de Gordien III, 1860.